# Amtsgericht Geldern

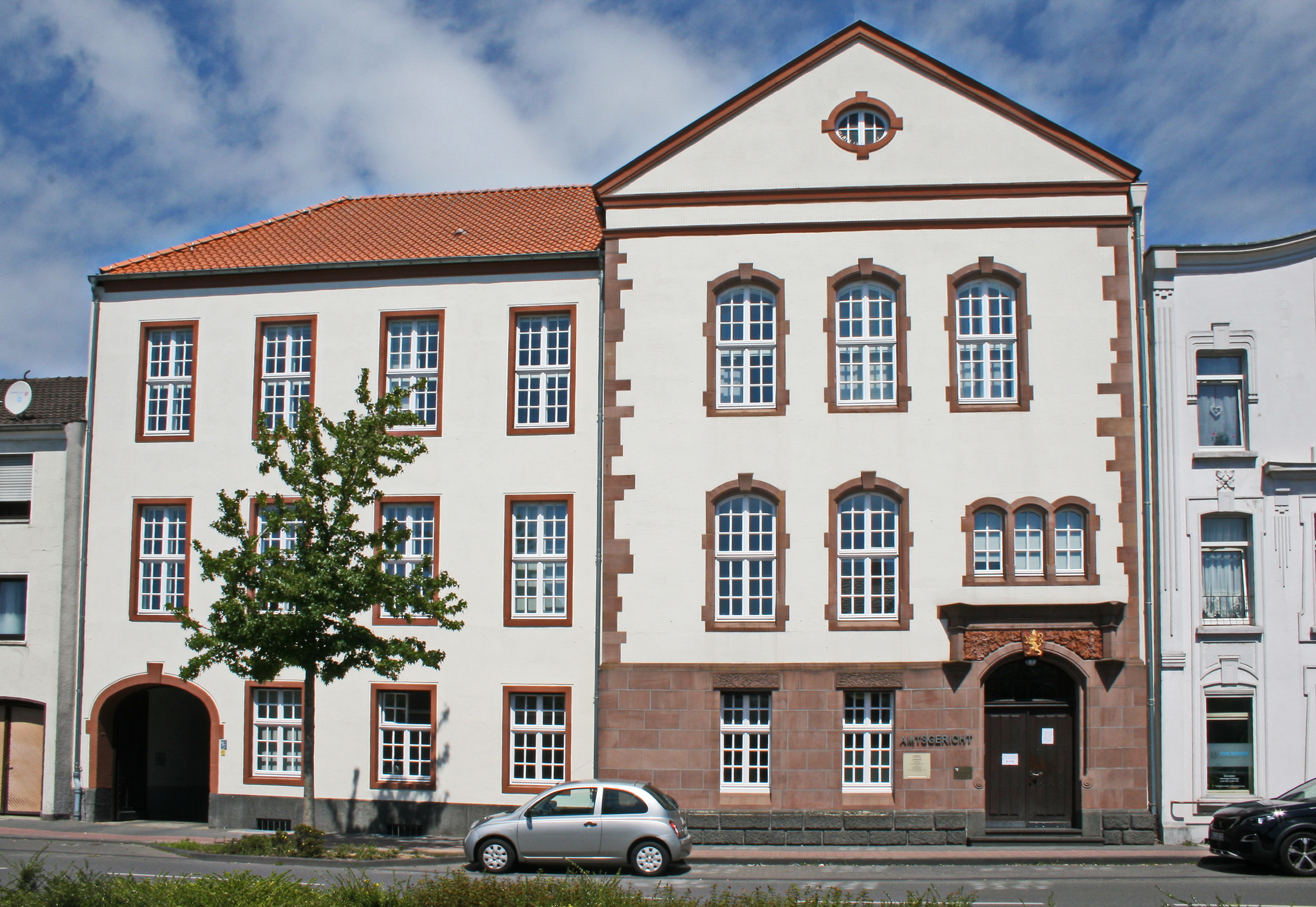
Gerichtsgebäude Nordwall 51 (2020)

Geldern ist Sitz des Amtsgerichts Geldern, das für die Städte Geldern, Kevelaer und Straelen sowie die Gemeinden Issum, Kerken, Rheurdt, Wachtendonk und Weeze im südwestlichen Teil des Kreises Kleve zuständig ist. In dem 542 km² großen Gerichtsbezirk leben rund 128.000 Menschen.

## Übergeordnete Gerichte
Das dem Amtsgericht Geldern übergeordnete Landgericht ist das Landgericht Kleve, das wiederum dem Oberlandesgericht Düsseldorf untersteht.

## Geschichte
Das königlich preußische Amtsgericht Geldern wurde mit Wirkung zum 1. Oktober 1879 als eines von neun Amtsgerichten im Bezirk des Landgerichtes Kleve im Bezirk des Oberlandesgerichtes Köln gebildet. Der Sitz des Gerichts war Geldern. Sein Gerichtsbezirk umfasste den Kreis Geldern außer den Teilen, die dem Amtsgericht Kempen und dem Amtsgericht Lobberich zugeordnet waren. Am Gericht bestanden 1880 zwei Richterstellen. Das Amtsgericht war damit ein mittelgroßes Amtsgericht im Landgerichtsbezirk.

## Amtsgerichtsgebäude
Das Amtsgerichtsgebäude (Nordwall 51) steht unter Denkmalschutz.